# Federico Mena
Federico Mena Quintero est un programmeur mexicain.

## Ses projets
- Il a fondé le projet GNOME avec Miguel de Icaza.
- Il a développé GNOME Canvas, quand il travaillait chez Red Hat.
- Il a maintenu le logiciel The GIMP un certain temps.